# Nenfro

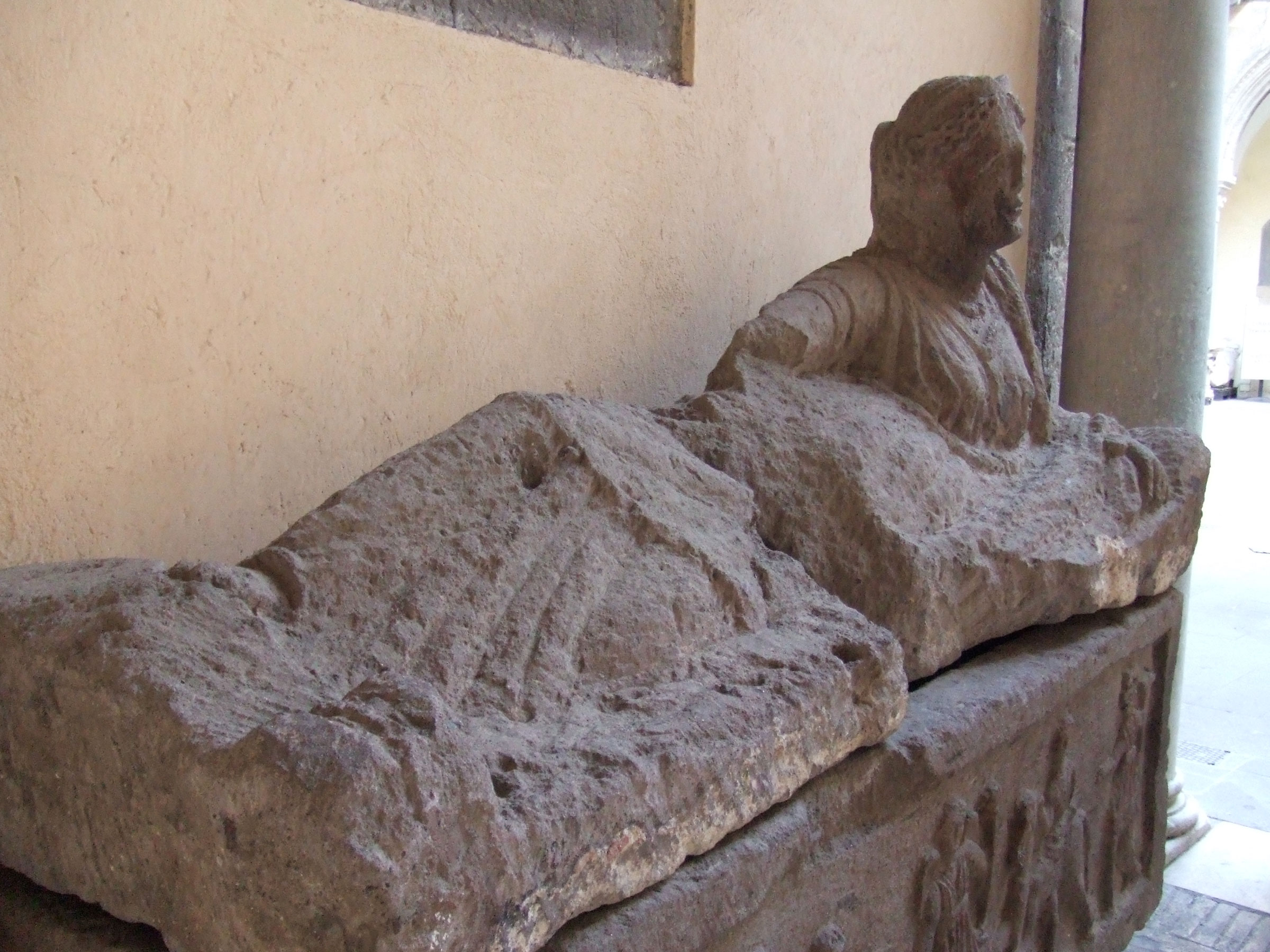
Sarcophage figuré en nenfro de Tarquinia.

Le nenfro est une roche d'origine volcanique, un tuf gris peu résistant à structure compacte, variété d'ignimbrite trachytique typique de la région de Viterbe, que les Étrusques ont utilisée dans leurs sculptures du nord du Latium :
- le Lion ailé de Vulci, conservé au Louvre[2],
- le Centaure de Vulci, conservé à la Villa Giulia de Rome,
- le Sarcophage de Laris Pulena de Civita Musarna[3].
- les sarcophages figurés des galeries et de  l'entrée du Musée archéologique national de Tarquinia,

Une de ses particularités est de prendre une teinte rosée en séchant.

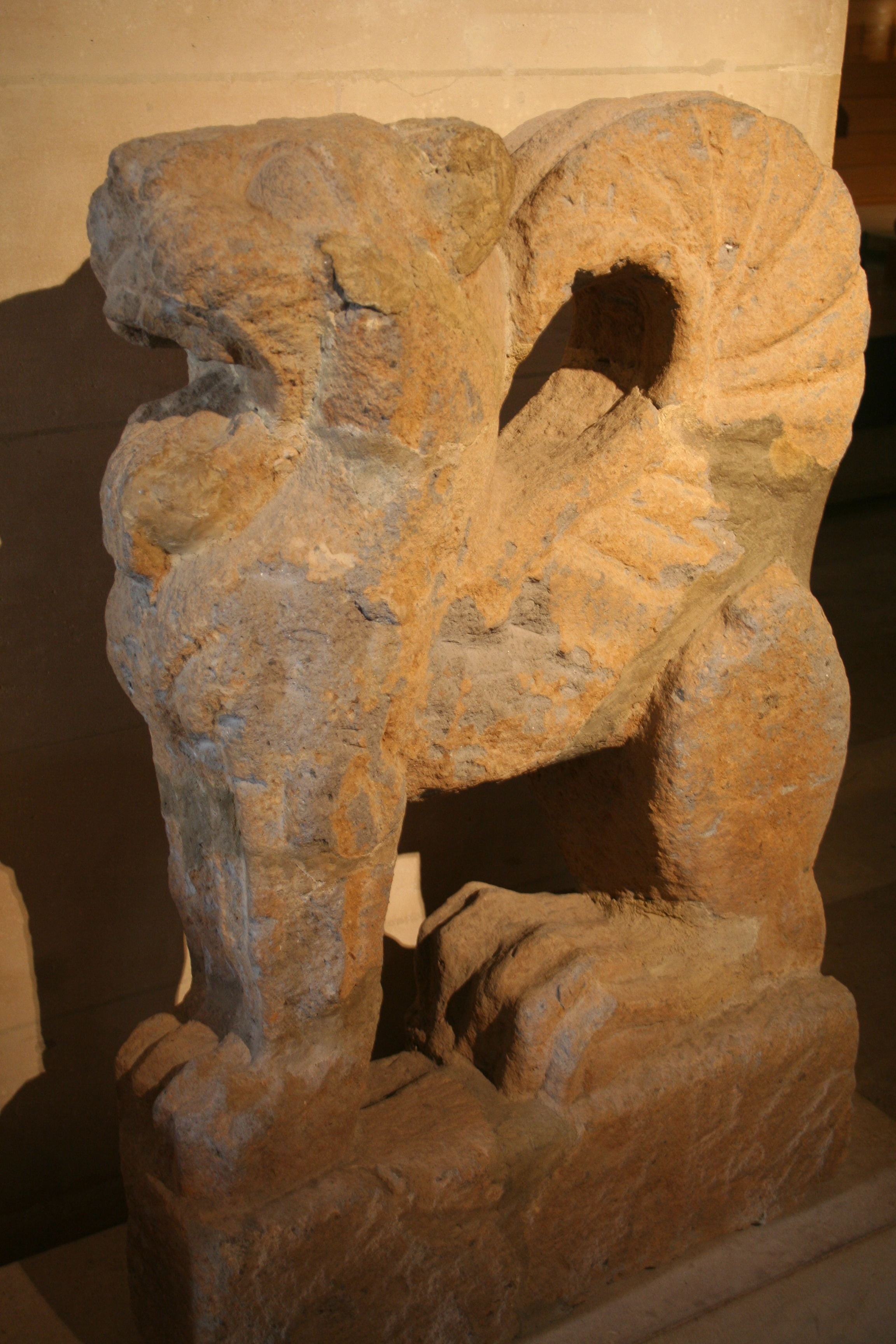
Le Lion ailé de Vulci, Louvre, Paris.
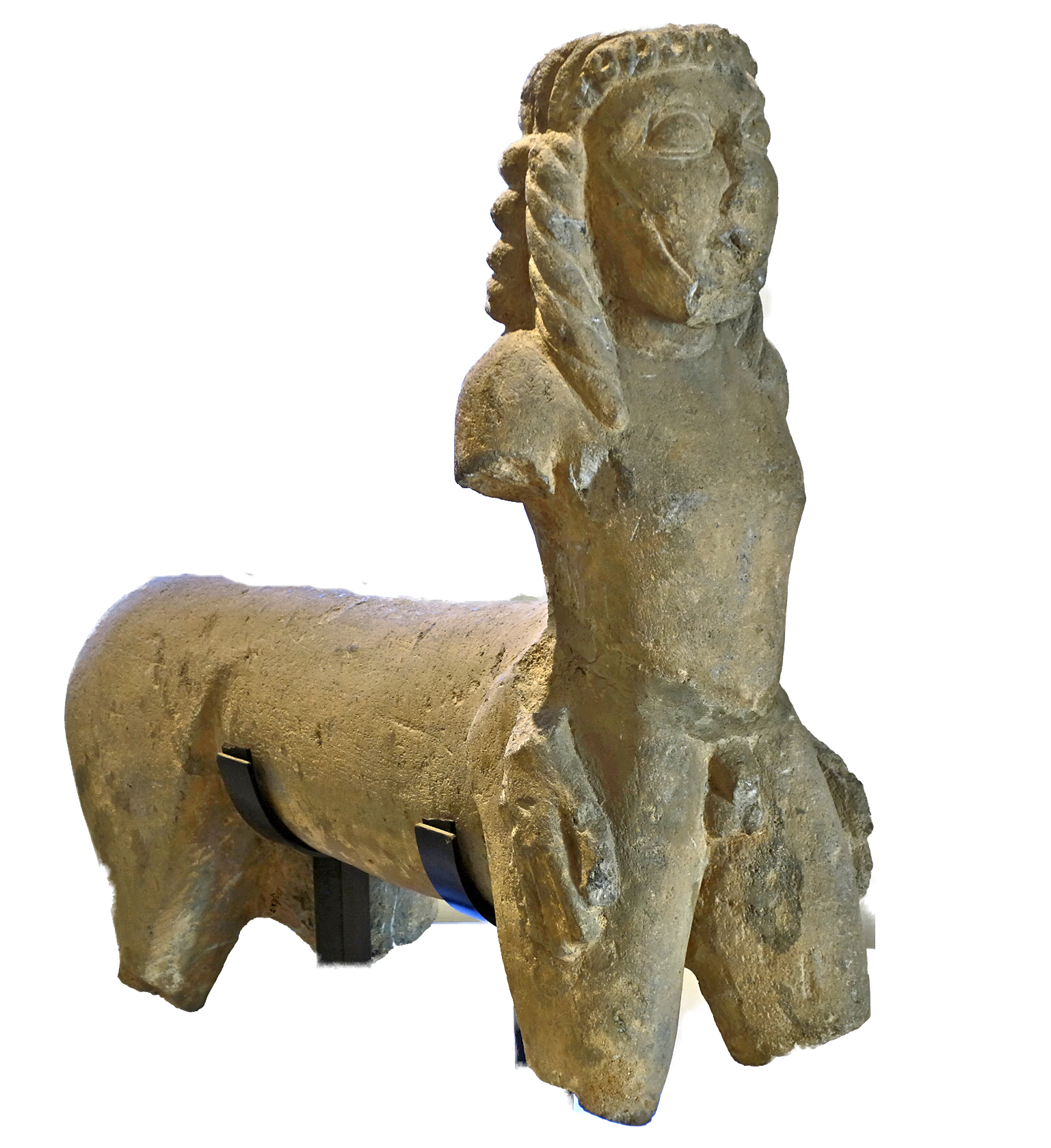
Le Centaure de Vulci, Musée national étrusque de la villa Giulia, Rome.